# Tom (literatura)
Na literatura, o tom de uma obra literária exprime a atitude ou sentimentos do escritor sobre um determinado assunto e público alvo.

## Visão geral
Dependendo da personalidade do escritor e o efeito que o escritor quer criar, o trabalho pode ter um tom informal, intimista, solene, sombrio, brincalhão, sério, irônico ou um tom condescendente. Na determinação da atitude, humor, ou o tom de um autor, examina-se a dicção utilizada. O autor está usando adjetivos para descrever o assunto? Se sim, que tipo de palavras estão sendo utilizadas, palavras como perfumada, tranquilo, magnânimo, que são palavras com conotações positivas. Ou são palavras como fétido, babados, mesquinho, que são palavras com conotações negativas. Quando falamos, é nosso tom de voz que traduz o nosso estado de espírito, frustrado, alegre, crítico, triste, ou com raiva. Quando escrevemos, nossas imagens e frases descritivas transmitem nossos sentimentos como otimismo,entusiasmo, indiferença, resignação, ou insatisfação. Outros exemplos de tons na literatura são: arejado, cômico, condescendente, engraçado, pesado, íntimo, irônico, leve, divertido, triste, sério, sinistro, solene, sombrio ou ameaçador.

## Diferença entre o tom e atmosfera
Tom e atmosfera não são os mesmos, embora sejam frequentemente confundidos. tom é o modo como o narrador se sente a respeito de algo, enquanto a atmosfera de uma peça de literatura é a sensação criada pelo trabalho, em outras palavras, o que o trabalho faz o leitor sentir. A atmosfera é produzida de forma mais eficaz através do cenário, tema, voz e tom.

## Utilização
Todas as peças de literatura, mesmo em documentos técnicos e oficiais, possuem algum tipo de tom. Os autores criam o tom através do uso de vários outros elementos literários, tais como dicção ou escolha de palavras, sintaxe, o arranjo gramatical das palavras em um texto para causar algum tipo efeito, imagens, apelo vívido aos sentidos, detalhes, fatos que são incluídos ou omitidos, a linguagem figurada e a comparação de elementos que aparentemente não estão relacionados para fins sub-textuais.
Enquanto usado atualmente para discutir literatura, o termo "tom" foi originalmente aplicado exclusivamente à música. Esta palavra apropriada foi utilizada para representar atitudes e sentimentos que um falante (na poesia), um narrador (na ficção), ou um autor (em prosa não-literária) têm sobre o sujeito, a situação, ou público-alvo. É importante reconhecer que o falante, ou narrador diferente do autor e as atitudes e sentimentos que o orador e o narrador têm não devem ser confundidos com os do autor. Em geral, o tom de uma peça só se refere à atitude do autor, se a escrita é não-literário em sua natureza.
Em muitos casos, o tom de uma obra pode mudar quando a perspectiva do falante ou narrador sobre um determinado assunto se altera durante a peça.
Documentações técnicas e oficiais tendem a empregar um tom formal durante toda a peça.

## Definindo um tom
A maneira como uma pessoa se sente a respeito de uma ideia, evento, ou sobre outra pessoa pode ser rapidamente determinada através de expressões faciais, gestos e no tom da voz utilizado. Na literatura, os autores definem um tom através de palavras que transmitem emoções e sentimentos. Os tons possíveis são limitados apenas pelo número de emoções que um ser humano pode experimentar.
Discurso e sintaxe, muitas vezes, ditam a atitude do autor (ou da personagem) em relação a um determinado assunto em um determinado momento. Um exemplo: "Charlie perguntou a sala de aula, mas foi apenas a sua mãe que o parabenizou por conseguir a maior nota no teste, o sorriso presunçoso que se abriu em seu rosto brilhava cada vez mais à medida que ele confirmava a inferioridade de seus colegas."
O tom demonstrado aqui é um de arrogância, a sentença "inferioridade de seus colegas" mostra que Charlie acredita em próprio talento. As sentenças "perguntou" e "o parabenizou" mostrou Charlie achando-se melhor que o resto de sua classe. A dicção, incluindo a sentença "o sorriso presunçoso que se abriu", dá rapidamente ao leitor uma imagem mental de alguém que rapidamente se agarra a algo, o que prova mais uma vez o orgulho de Charlie em si mesmo. Caracteristicamente, é claro, o "sorriso presunçoso" fornece uma imagem facial do orgulho de Charlie.
Além disso, o uso de imagens em um poema é útil para desenvolver o tom.